# بندبند شدن (زیست‌شناسی)

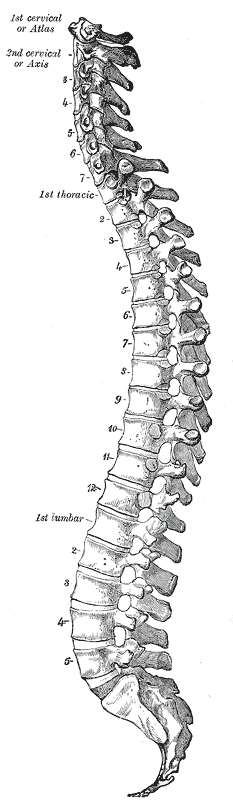
مهره‌داران دارای یک ستون مهره‌های تقسیم شده هستند.

بندبند شدن (به انگلیسی: Segmentation) در زیست‌شناسی، تقسیم برخی از الگوهای بدن جانوران و گیاهان به مجموعه‌ای از بخش‌های تکراری است. این مقاله بر تقسیم‌بندی الگوهای بدن جانوران، به‌طور خاص با استفاده از نمونه‌هایی از گونه‌های بندپایان، طنابداران و کرم‌های حلقوی تمرکز دارد. این سه گروه با استفاده از «منطقه رشد» برای هدایت و تعریف بخش‌ها، بخش‌هایی را تشکیل می‌دهند. در حالی که هر سه دارای یک الگوی بدنی به‌طور کلی تقسیم‌بندی شده‌اند و از ناحیه رشد استفاده می‌کنند، از سازوکارهای مختلفی برای ایجاد این الگو استفاده می‌کنند. حتی در این گروه‌ها، جانداران مختلف سازوکارهای متفاوتی برای تقسیم‌بندی بدن دارند. تقسیم‌بندی الگوی بدن برای اجازه دادن به حرکت آزاد و رشد برخی از اعضای بدن مهم است. همچنین امکان بازسازی در افراد خاص را فراهم می‌کند.
بندبند شدن در جانوران به‌طور معمول به سه نوع تقسیم می‌شود که ویژگی بندپایان، مهره‌داران و کرم‌های حلقوی مختلف است. بندپایانی مانند مگس میوه بر اساس گرادیان‌های فاکتور رونویسی، بخش‌هایی از میدانی از سلول‌های معادل را تشکیل می‌دهند. مهره‌دارانی مانند گورخرماهی از بیان ژن نوسانی برای تعریف بخش‌هایی به نام تن‌پارها استفاده می‌کنند. آنلیدهایی مانند زالو از سلول‌های انفجاری کوچک‌تری استفاده می‌کنند که از سلول‌های تلوبلاست بزرگ بیرون آمده‌اند تا بخش‌هایی را مشخص کنند.